# Al Satwa

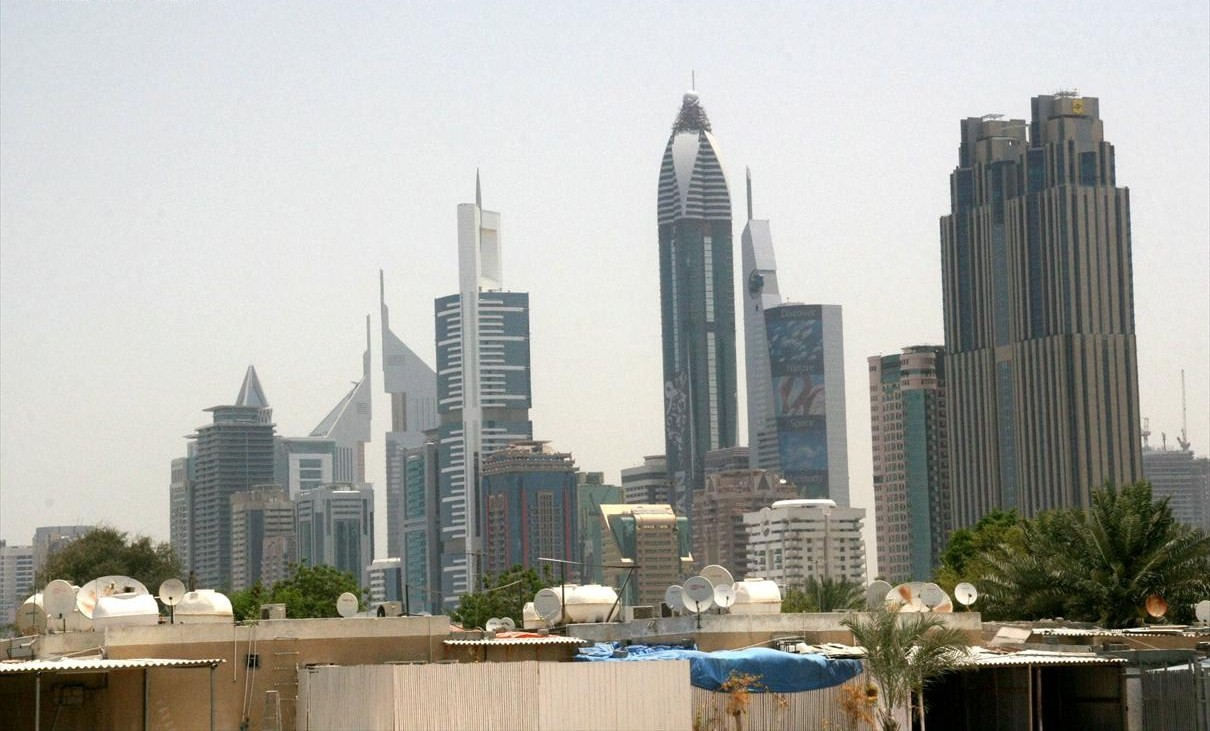
Quang cảnh đường Sheikh Zayed từ Satwa

Al Satwa (tiếng Ả Rập: السطوة) là một cộng đồng ở Dubai, Các Tiểu vương quốc Ả Rập Thống nhất, bao gồm các cửa hàng bán lẻ mật độ cao và nhà ở tư nhân. Nó nằm ở phía tây nam của Bur Dubai và tiếp giáp với đường Sheikh Zayed. Ban đầu, cư dân của nó chủ yếu là bộ lạc Bloushi. Khi chính phủ cung cấp những ngôi nhà tốt hơn cho dân Dubai ở đây, chỉ có vài người Ả Rập cư trú ở đây. Các khu đáng chú ý bao gồm Bệnh viện Iran, Nhà thờ Hồi giáo Lớn Satwa và bến xe buýt Al Satwa. Al Satwa được biết đến với cộng đồng Nam Á rộng lớn, đặc biệt là quốc tịch Philippines. Nó thường được cộng đồng người Philippines gọi là mini-Manila. E 11 (Đường Sheikh Zayed) tạo thành ranh giới phía nam của Al Satwa, Jumeirah 1 giáp khu vực phía bắc của nó.

## Đề xuất thành phố Jumeirah Garden
Với thông báo của Thành phố Jumeirah Garden, sự sống còn của cộng đồng này thật ảm đạm. Nếu dự án thông qua, cộng đồng sẽ bị san bằng để nhường chỗ cho một phần của sự phát triển mới. Một số khảo sát đất đã được thực hiện đối với một số tòa nhà được đề xuất, đáng chú ý nhất là Tháp EP 09 và 1 Park Avenue.

## Video châm biếm
Cảnh sát vào tháng 11 năm 2013 đã bắt giữ một công dân Hoa Kỳ và một số công dân UAE liên quan đến video YouTube châm biếm miêu tả Dubai dưới các hình ảnh xấu. Video châm biếm có tựa đề 'The Deadly Satwa GS' được quay tại các khu vực của Satwa và mô tả các băng đảng học cách chiến đấu bằng vũ khí đơn giản, bao gồm cả giày, aghal, v.v.